# Bitva u Edessy
V bitvě u Edessy se v roce 260 střetlo římské vojsko v čele s císařem Valerianem s perskými Sásánovci vedenými velkokrálem Šápúrem I. Římané utrpěli ponižující porážku a společně s císařem padli do perského zajetí. Valerianus se tak stal prvním římským císařem zajatým nepřáteli.

## Předchozí vývoj
Sásánovský velkokrál Šápúr I. obsadil v roce 251 Arménii a podrobil toto království přímé perské nadvládě. V následujících letech se vypravil s vojskem proti proudu Eufratu, vtáhl do římské provincie Sýrie a uštědřil tamějším silám drtivou porážku u Barbalissu. Peršané po tomto vítězství Sýrii vydrancovali, v roce 253 se zmocnili tamější metropole Antiochie a několika jiných měst a pronikli až do Kappadokie. Jejich útok na Emesu (Homs) odrazil místní velekněz, který se prohlásil za císaře pod jménem Uranius Antoninus. Šápúrovy územní zisky vzaly rychle za své poté, co se s obrovskou kořistí a značným počtem zajatců vrátil zpět do Persie. Římská říše se nedokázala této agresi účinně bránit, protože se v této době zmítala v chaosu vyvolaném řadou uzurpací a občanských válek. Současně musela čelit gótskému nebezpečí v oblasti dolního Dunaje. Na podzim 253 se v Itálii chopil trůnu Valerianus, jenž se podělil o vládu nad impériem se svým synem Gallienem.
Na počátku roku 254 Valerianus opustil Řím a vypravil se přes Balkán a Malou Asii do Antiochie, kam dorazil patrně ještě v závěru téhož roku. Svůj hlavní stan zřídil ve městě Samosata. Uranius Antoninus se po Valerianově příchodu stáhl zpět do Emesy a vzdal se nároku na vládu. Navzdory císařově přítomnosti se situaci na východě nepodařilo plně stabilizovat. Gótové a jejich spojenci Borané podnikli v letech 253 až 256 v Černém moři několik námořních výprav do provincií Pontus a Bithýnie. Vzhledem k trvající perské hrozbě Valerianus nemohl zakročit proti jejich pustošivým nájezdům. V roce 256 se s částí vojska vydal do Kappadokie, což Góty odradilo od dalších útoků. Šápúr využil Valerianova přesunu na sever a napadl kvetoucí obchodní město Dura Európos na středním Eufratu. Peršané tuto předsunutou římskou pohraniční pevnost dobyli a zcela zničili. Valerianus se nato vrátil do Sýrie a dosáhl menšího vítězství u Kirkesia, jeho armádu ale zasáhl mor.

## Bitva
Konflikt mezi Peršany a Římany vyvrcholil v roce 260, kdy Šápúr I. vytáhl podél řeky Tigris do severní Mezopotámie a oblehl města Edessu a Karrhy. Valerianus vyrazil proti němu s hlavní částí svého vojska s úmyslem svést rozhodnou bitvu. Římské a řecké prameny jsou poměrně stručné při líčení dalšího vývoje. Z jejich podání však vyplývá, že došlo k boji, v němž Římané svým protivníkům podlehli a byli obklíčeni. Valerianus se pokusil se Šápúrem dojednat mírové podmínky, nicméně během vyjednávání byl společně s většinou nejvyšších velitelů zrádně zajat. Celé římské vojsko se následně vzdalo Peršanům.
Bitva představovala jeden z největších úspěchů Sásánovců nad jejich západními sousedy. Šápúr nechal svůj velkolepý triumf zvěčnit na skalním reliéfu v Nakš-e Rustamu. Jeho vítězství zaznamenává rovněž nápis u tamější budovy Ka‘ba-je Zardošt: 
„Na třetím tažení, když jsme napadli Karrhy a Edessu, přišel na nás císař Valerianus s armádou 70 000 a strhla se nám velká bitva a císaře Valeriana jsme se zmocnili vlastníma rukama i ostatních i náčelníka gardy a senátorů a důstojníků, kteří veleli onomu vojsku, ty všechny jsme zajali a odvedli jsme je do Persie a zemi syrskou, kilickou a kappadockou jsme ohněm vypálili a zpustošili a lidi odvedli do zajetí.“

## Důsledky
Šápúr přikázal odvléct zajaté Římany včetně císaře na východ. Mezi zajatci se nacházelo mnoho techniků a řemeslníků, usazených Peršany v dnešním Chúzistánu a Fársu, aby zde budovali různé stavební projekty, jako byly mosty či vodní díla. Ve městě Šúštar jsou dodnes viditelné zbytky jednoho z těchto děl, nazývaného Band-e Kaisar („císařská přehrada“). Valerianus strávil posledních asi šest let svého života jako perský zajatec. Podle Lactantia Šápúr ponižoval svého přemoženého protivníka tím, že ho využíval jako stupátko při nasedání na koně. Valerianův syn a nástupce Gallienus se zřejmě nepokusil svého otce vysvobodit.
Po Valerianově porážce Šápúr pokračoval ve své výpravě dále na západ, přičemž vtáhl do Sýrie, kde znovu obsadil a vyplenil Antiochii. Sásánovské vojsko postoupilo až do Kilíkie a hluboko do Malé Asie. Jejich výboje měly jen přechodné trvání, neboť římští velitelé Macrianus a Ballista dokázali shromáždit zbývající římské vojenské síly, s nimiž vypudili Peršany za Eufrat. Palmýrský vládce Odaenathus, již dříve nápomocný Valerianovi, získal pro Římany zpět Edessu. Macrianus se mezitím vzbouřil proti Gallienovi a prohlásil své syny Macriana mladšího a Quieta za císaře. Oba Macrianové však zanedlouho padli na Balkáně v boji proti císařovu jezdectvu. Odaenathus, zachovávající loajalitu Gallienovi, oblehl a zabil Quieta v Emese, čímž se domohl pozice nejmocnějšího muže římského Orientu. V roce 262 odčinil římskou porážku, když na Peršanech dobyl Karrhy a Nisibis a postoupil až k perskému hlavnímu městu Ktésifóntu. Gallienus fakticky uznal Odaenathovo výsadní postavení a přiznal mu titul corrector totius Orientis („velitel celého východu“).